# Созимское сельское поселение
Со́зимское сельское поселение — упразднённое муниципальное образование (сельское поселение) в составе Верхнекамского района Кировской области. Административный центр — посёлок Созимский.

## История
Созимское сельское поселение образовано 1 января 2006 года согласно Закону Кировской области от 07.12.2004 № 284-ЗО, в его состав вошли населённые пункты бывшего Созимского сельского округа.
К 2021 году упразднено в связи с преобразованием муниципального района в муниципальный округ.

## Население
| 2010  | 2012  | 2013  | 2014  | 2015  | 2016  | 2017  |
| ----- | ----- | ----- | ----- | ----- | ----- | ----- |
| 2697  | ↘2600 | ↘2547 | ↘2499 | ↘2376 | ↘2230 | ↘2210 |
| 2018  | 2019  | 2020  | 2021  |       |       |       |
| ↘2164 | ↘2084 | ↘2050 | ↘664  |       |       |       |

## Состав
В состав сельского поселения входят 3 населённых пункта (население, 2010):
- поселок Созимский — 1506 чел.;
- поселок Нырмыч-4 — 1 чел.;
- поселок Сорда — 1190 чел.